# Gymnocanthus intermedius
Gymnocanthus intermedius is een straalvinnige vissensoort uit de familie van donderpadden (Cottidae). De wetenschappelijke naam van de soort is voor het eerst geldig gepubliceerd in 1843 door Temminck & Schlegel.